# 미스김의 부메랑
《미스김의 부메랑》은 2006년 10월 21일에 MBC에서 방영한 베스트극장이다.

## 등장 인물

### 주요 인물
- 정다혜 : 김지예(23세) 역 - 일반 유통회사 경리
- 윤영준 : 박준석(32세) 역 - 중소기업 전자제품 대리
- 류현경 : 송영은(28세) 역 - 백수
- 정경호 : 김철중(33세) 역 - 세차장 일당벌이

### 그 외 인물
- 오미연 : 철주의 어머니 역
- 이기열 : 양 시장 역
- 김재록 : 김 선배 역
- 정석규 : 경리팀장 역
- 김성훈 : 남직원 1 역
- 김정한 : 남직원 2 역
- 장주연 : 여직원 역
- 서정주 : 매장직원 역
- 신윤아 : 친구 1 역
- 강선아 : 친구 2 역
- 씨드렁 : 보석가게 점원 역
- 최윤준 : 세차장 손님 역
- 김해곤 : 의사 역